# Старі Павляни
45°51′ пн. ш. 16°52′ сх. д. / 45.85° пн. ш. 16.87° сх. д.
Старі Павляни (хорв. Stari Pavljani) — населений пункт у Хорватії, в Б'єловарсько-Білогорській жупанії у складі міста Б'єловар.

## Населення
Населення за даними перепису 2011 року становило 241 осіб.
Динаміка чисельності населення поселення: